# Tauschkontrollmarke

Tauschkontrollmarke in der DDR (Nachzeichnung)

Die Tauschkontrollmarke war ein in der DDR gebräuchliches philatelistisches Hilfsmittel für den Auslandstausch von postfrischen DDR-Postwertzeichen, der nur Mitgliedern des Philatelistenverbands im Kulturbund der DDR offenstand. Bereits von 1922 bis 1934 wurde in der Sowjetunion Zusatzgebührenmarken für Briefmarkentauschsendungen ins Ausland als Tauschkontrollmarken bezeichnet. In der kurzlebigen Republik des Fernen Ostens waren solche Marken im Frühjahr und Sommer 1923 in Gebrauch. Die gleichnamigen Marken der DDR gehen vermutlich auf diese zurück, jedoch waren sie im Gegensatz zur sowjetischen Variante nicht gebührenpflichtig.

## Regelungen zum Auslandstausch und Tauschkontrollmarken in der DDR

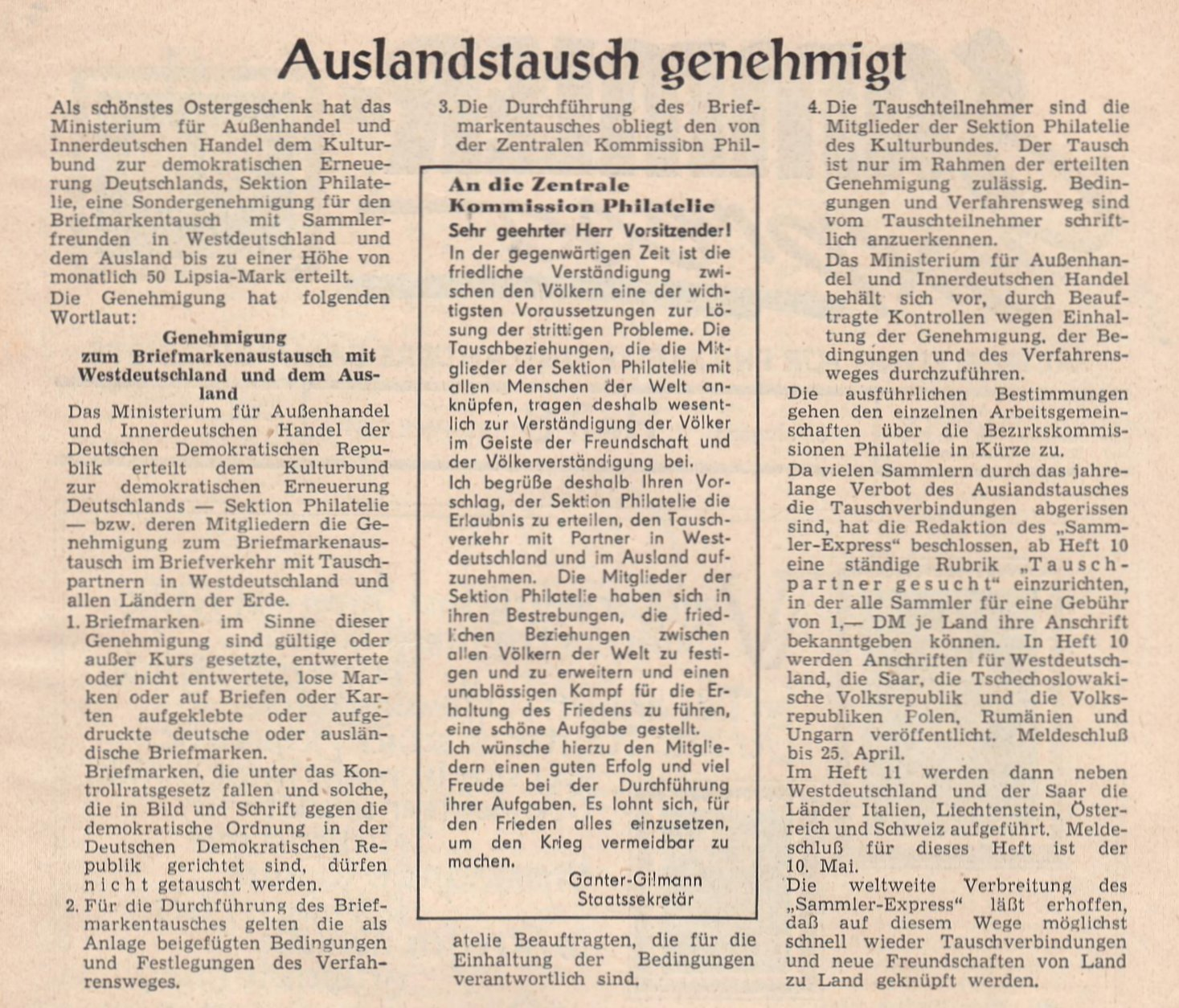
Ankündigung der Auslandstauschregelung von 1954

Eine Verfügung vom 3. Mai 1954 regelte dann erstmals den Briefmarken-Tauschverkehr in der DDR: 

„Der Sektion Philatelie im Kulturbund zur demokratischen Erneuerung Deutschlands und ihren Mitgliedern ist vom Ministerium für Außenhandel und Innerdeutschen Handel mit Wirkung vom 15. April 1954 an die Genehmigung zum Briefmarkentausch mit Tauschpartnern in Westdeutschland, Westberlin und im gesamten Ausland erteilt worden. Die aus Westdeutschland, Westberlin und dem Ausland eingehenden Tauschsendungen tragen einen Klebezettel nebenstehenden Musters. Der Klebezettel ist weiß und hat grüne Umrandung. Die Klebezettel sind vor der Zustellung vom Zustellpostamt durch Abdruck des Eingangsstempels zu entwerten.
Die Kontrolle über die Berechtigung, den Inhalt usw. der Tauschsendung wird nicht von der Deutschen Post, sondern ausschließlich von den Beauftragten der Sektion Philatelie vorgenommen. Auskunft erteilt die zuständige Bezirkskommission oder örtliche Arbeitsgemeinschaft der Sektion Philatelie.“

Die Tauschkontrollmarken waren danach querformatige Klebezettel mit der Inschrift Tauschsendung. Jeweils zwei Tauschkontrollmarken erhielten eine einheitliche fortlaufende Nummer. Die für den Auslandstausch bestimmten Sendungen mussten von den 
Philatelisten bei dem für die Abfertigung der Tauschsendung örtlich zuständigen Verbandsmitglied im offenen Brief mit einer formularmäßigen Aufstellung der enthaltenen Marken nach Anzahl und Katalogwert eingeliefert werden, da es eine mengen- und wertmäßige Beschränkung des Inhalts der abgehenden Tauschsendung gab. Für den Katalogwert war der Lipsia-Katalog der DDR maßgeblich. 
Die erste Tauschkontrollmarke des Paars wurde nach Prüfung der Sendung auf Einhaltung der Auslandstauschbestimmungen auf die ins Ausland abgehende Sendung geklebt; die zweite in die Sendung vor deren Verschluss eingelegt. Sie war vom Auslandstauschpartner rückseitig auf seine Rücksendung zu kleben. Nur gegen Vorlage der Rückmarke konnte die Einlieferung der nächsten Tauschsendung erfolgen (bei Verlust von Tauschkontrollmarken auf dem Postwege mussten entsprechende Erklärungen vom Sammler gegenüber dem Auslandstauschverantwortlichen abgegeben werden). 
Die Tauschkontrollmarken dienten den DDR-Zollbehörden als Hinweis auf eine ordnungsgemäße Abfertigung der für das Ausland bestimmten Tauschsendungen durch den Philatelistenverband und ermöglichten den Sammlern in der DDR im Gegenzug die beanstandungsfreie Einfuhr von ausländischen Postwertzeichen.